# شيخ حسن (مقاطعة دالاهو)
شيخ‌حسن (بالفارسية: شیخ‌حسن) هي قرية تقع في قسم بيونيج الريفي (مقاطعة دالاهو) في إيران. يقدر عدد سكانها بـ 83 نسمة .